# Manuel Antonio
Manuel Antonio Pérez Sánchez (Rianxo, 12 de Julho de 1900 — Asados, Rianxo, 28 de Janeiro de 1930), conhecido simplesmente por Manuel Antonio (nunca empregou seus apelidos para assinar os trabalhos literários),  foi um poeta galego.

## Biografia
Manuel Antonio nasceu no seio de uma família conservadora. Aos dois anos foi viver a Padrón por causa da tuberculose que padecia seu pai, e da que morreria quando Manuel Antonio só tinha quatro anos. Viveu primeiro na casa da avó materna e depois com um tio que exercia como sochantre da catedral de Iria Flávia.
Os primeiros ensinos recebeu-os neste ambiente dominado pelo conservadorismo e a religiosidade, contra o que já desde bem novo combateria seu espírito inquieto. Com só onze anos escreveu uma carta à sua mãe na que lhe comunicava a decisão de não seguir a carreira eclesiástica, e matriculou-se em 1913 num instituto de Santiago de Compostela para estudar o segundo grau. Ali viveu a partir de 1914 durante os meses que durava o curso escolar. Em Santiago começou a militância no galeguismo e no republicanismo. Nas suas estadias em Rianxo relacionou-se com Rafael Dieste, um rapaz do seu tempo com o que houve de compartir o interesse pela literatura e o nacionalismo, e com o seu primo Rogelio, que o animou a participar na vida literária e política desde os anos moços.
Como mostra nas suas cartas, o segundo grau não lhe interessava. Porém, as questões políticas e literárias atraíam-no cada vez mais, adotando uma atitude radical e rebelde que se opunha ao ambiente no que passou a infância, vivendo e participando no momento social e político. Uma das suas primeiras rebeldias foi contra o conservadorismo carlista e, por extensão, a germanofília. Quando em 1918, durante a primeira guerra mundial, os alemães atacaram barcos franceses, Manuel Antonio e seu primo Rogelio pediram ao embaixador francês na Corunha que os alistasse na Legião Estrangeira. Diante da impossibilidade de fazê-lo na embaixada, decidiu ir ele mesmo à França, mas detiveram-no na fronteira e botou uns dias no cárcere. Posteriormente tentou, também sem sucesso, participar na Revolução Russa de Outubro e nas guerrilhas sandinistas, em Nicarágua.

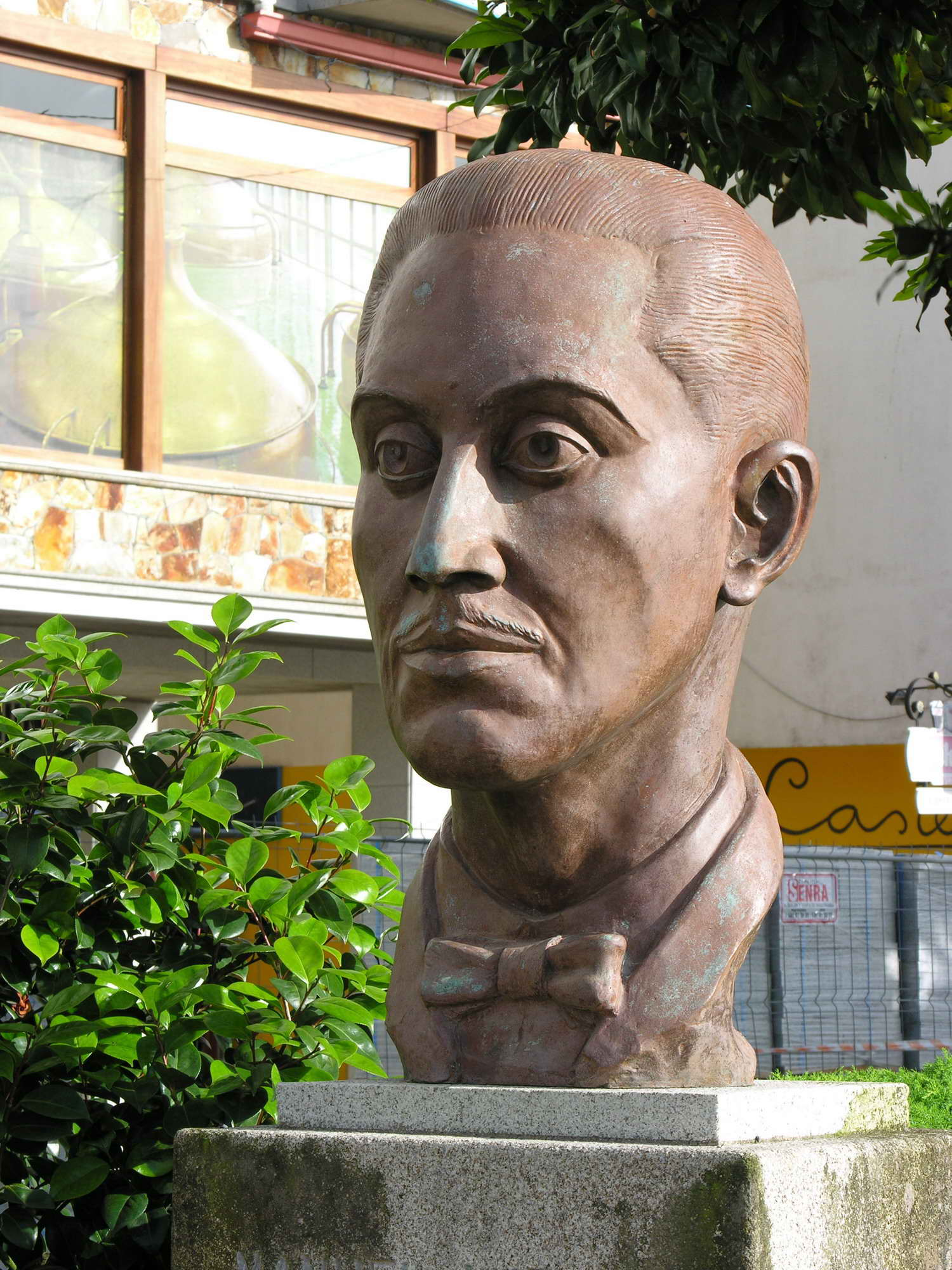
Estátua de Manuel Antonio em Rianxo

Em 1918, com dezessete anos, enviou seus primeiros poemas a revistas e jornais, e chegou a manter uma polêmica com o diretor da revista Suevia sobre a qualidade das suas composições. Pouco a pouco começou a conscientizar-se na luta anticaciquil que iam espalhando os movimentos agraristas e fez dos seus poemas uma arma de luta, mesmo contra a ideologia da sua família; por isso, alguma vez solicitava que ao pé do poema apenas constassem as iniciais. Em 1919 envia um soneto a La Redención, "O sol d'a liberdade". Seu diretor recusou-o porque os versos empregados não eram hendecassílabos, como marcavam os cânones clássicos; no entanto, aconselhou-lhe que continuasse escrevendo textos em prosa de conteúdo civil e animou-o no seu interesse pelo movimento agrarista. A partir desse momento suas preocupações vão-se centrar na luta anticaciquil, no nacionalismo e na sua produção literária, que, salvo alguns poucos poemas iniciativos, está escrita em galego.
Em 1919, Rafael Dieste e Manuel Antonio escreveram a Alfonso Rodríguez Castelao para que agisse como intermediário entre eles e Vicente Risco, reconhecido como guia teórico dos membros do grupo Nós e daqueles moços que tinham inquietudes nacionalistas e literárias, pois era a pessoa mais informada das novidades artísticas que estavam a aparecer na Europa. Foi também o auriense quem lhe enviou a notícia a Manuel Antonio dos movimentos de vanguarda na Europa e na Espanha. Mas Vicente Risco, apesar de escrever o primeiro poema futurista em galego em 1920, recomenda a Manuel Antonio reparar em alguns aspetos como o folclore (aspeto sobre o que Manuel Antonio manteria mais tarde longas discussões epistolares com Castelao, visando ver qual seria a maneira mais adequada de incluir os elementos populares na criação artística sem cair no ruralismo); o saudosismo português (este sentimento, com extrapolação à mentalidade galega, tinha como máximo representante a Teixeira de Pascoais, autor relacionado com os intelectuais e com os artistas de vanguarda galegos, entre eles, Álvaro Cebreiro; os haiku japoneses (composições de três versos nas quais se capta o instante e que procuram provocar emoções no leitor por meio da justaposição de imagens) e, sobretudo, recomendou-lhe a procura de um estilo próprio, simples, não marcado por escolas literárias.
Sua informação literária e política procedia, além das informações dos mestres, de um amplo abano de leituras. Recebia quase todas as publicações literárias e galeguistas do momento (A Nosa Terra, Nós, Céltiga, La Centuria, Alfar... ) e intercambia recomendações e livros com os seus amigos, combinando os clássicos com os autores mais modernos. A leitura de Jean Epstein, La poésie d´aujourd´hui, un nouvel état d´intelligence (1921), influiu no processo de supressão da sequência espaço-temporário que o poeta leva adiante nas páginas de De catro a catro.
Em 1919, seguindo os conselhos do seu primo Rogelio, começou seus estudos de náutica em Vigo ("Eu em Vigo estou num deserto: um deserto povoado de pantalhas cinematográficas") e na que não se dava. Porém, vai ser nesta cidade onde terá chance de participar na II Assembleia Nacionalista em 1921, e de conhecer pessoalmente os membros mais sobranceiros do galeguismo, entre eles, Risco, com o que mantivera apenas trato epistolar.  Manuel Antonio saiu convencido pelo ideário nacionalista e combativo. Começou a cartear-se com Vitoriano Taibo, esteticamente continuador da linha tradicional de Cabanillas.
A partir de 1921 Manuel Antonio começou uma intensa atividade literária. Colaborou em revistas (entre elas Alfar, da Corunha, na que participam importantes vanguardistas da literatura espanhola) e jornais, e mesmo fiz parte do conselho de redação de uma delas, Ronsel, de Lugo. Em 1922 publicou, junto a Álvaro Cebreiro, o manifesto ¡Mais alá!, que eles mesmos se encarregaram de espalhar. Este manifesto, o único que aparece na literatura galega da época, foi um revulsivo para o setor mais conservador do galeguismo, como o que daquela leva as rédeas das Irmandades da Fala, que viu nele um ataque político concebido por Antón Villar Ponte.
Em 1923 terminou os estudos de náutica e matriculou-se em Filosofia e Letras na Universidade de Santiago de Compostela, mas nunca chegaria a terminar estes estudos.
À espera de fazer as práticas de piloto, seguia a atualidade literária através da prensa e do intercâmbio de leituras com os seus amigos, pois não formou parte ativa dos parlatórios literários. A solidão vital foi acentuando cada vez mais. Já não enviava tão amiúde poemas à prensa e sua produção literária foi construindo com mais vagar, mais cuidada e pessoal. Intensificou-se o individualismo na obra e na sua vida, e cultivava sua particular imagem externa, arredada dos convencionalismos burgueses, mais achegada ao marujo que ao literato de cenáculo.
Entre 1926 e 1927 fez as práticas de piloto da marinha mercante a bordo do paquebote Constantino Candeira, do que era capitão Augusto Lustres Rivas, a quem dedica De catro a catro, o poemário concebido durante as travessias nesse barco. Na publicação do livro participaram Dieste, gerindo as questões editoriais, e Maside, que o ilustraria. Durante 1928 e 1929 fez três viagens a América e em 1929 desembarcou em Cádis pelo agravamento da tuberculose que padecia, a qual conheciam apenas alguns poucos amigos. Em  28 de Janeiro de 1930 faleceu na aldeia de Asados (Rianxo).

## Obra
A sua produção poética é breve, por volta de 120 poesias classificadas nos seguintes poemários ou grupos de composições:
- Con anacos do meu interior --> 18 poemas; escrito entre 1920-1922.
- Foulas --> 28 poemas; escrito entre 1922-1925.
- De catro a catro --> 19 poemas; escrito entre 1926-1927.
- Sempre e mais despois --> 8 poemas; escrito com posterioridade a "De catro a catro".
- Viladomar --> 6 poemas; escrito em 1928.
- Poemas soltos datados --> 27 poemas; escrito entre 1918-1928.
- Poemas soltos não datados --> 15. Alguns aparecem escritos nos últimos tempos da vida do autor.